# Lisa Oldenhof
Lisa Oldenhof (ur. 26 marca 1980 w Perth) – australijska kajakarka, brązowa medalistka olimpijska.
Brązowa medalistka igrzysk olimpijskich w Pekinie w 2008 roku w konkurencji K-4 (razem z Hannah Davis, Chantal Meek i Lyndsie Fogarty) i zdobywczyni szóstego miejsca podczas igrzysk olimpijskich w 2004 roku na 500 m.